# Lakówka pospolita

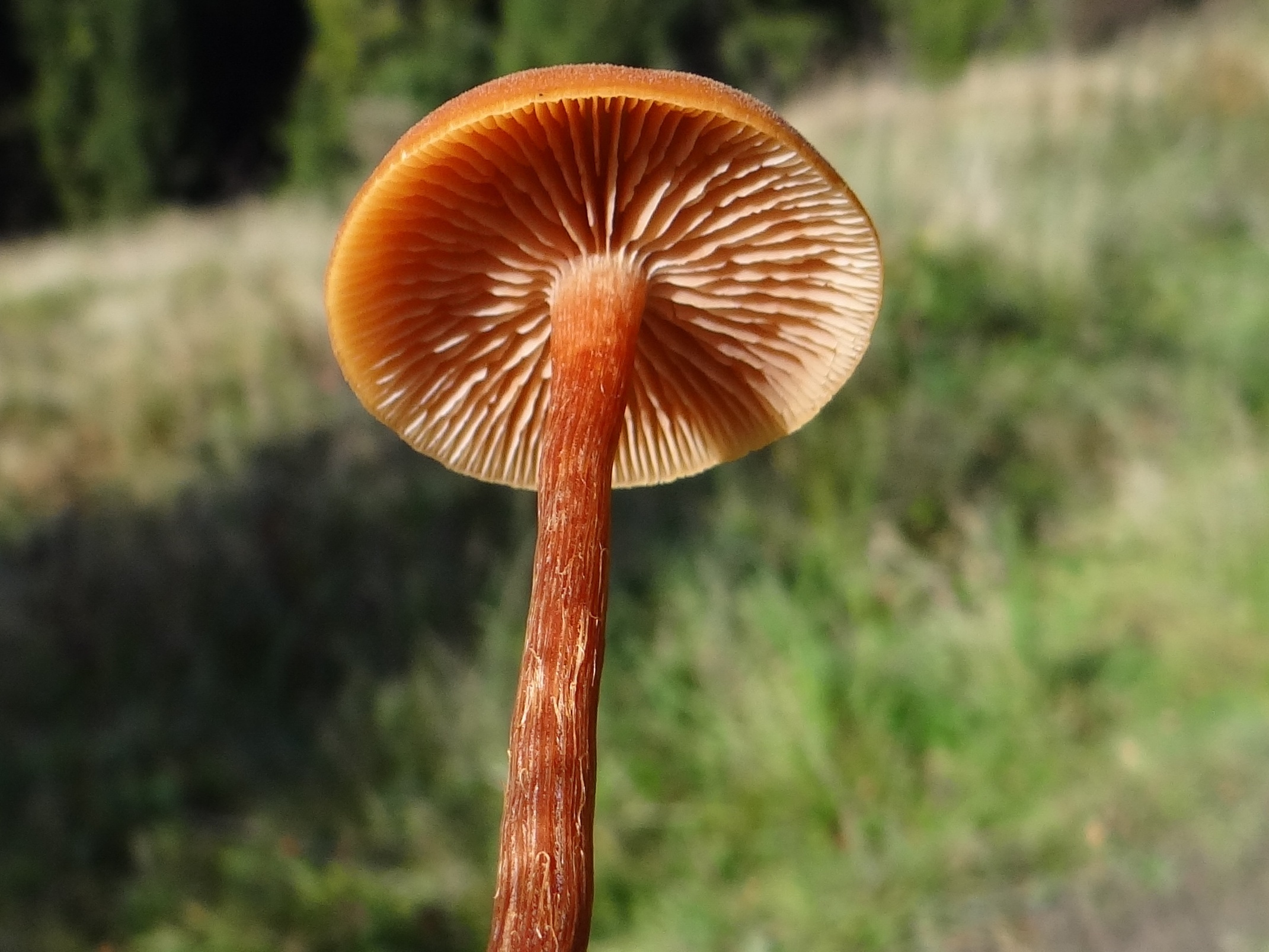
Blaszki i trzon lakówki pospolitej

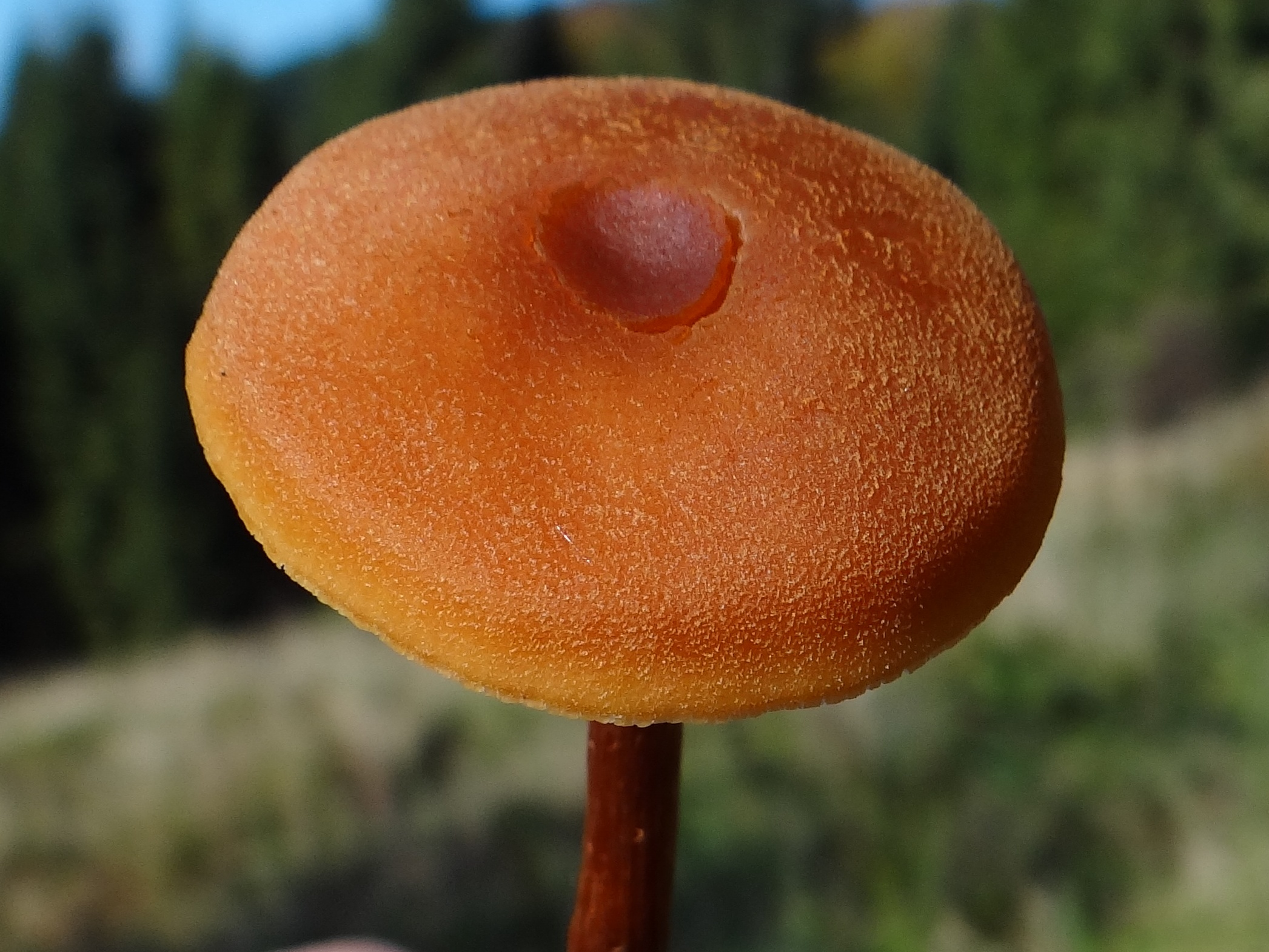
Kapelusz lakówki pospolitej

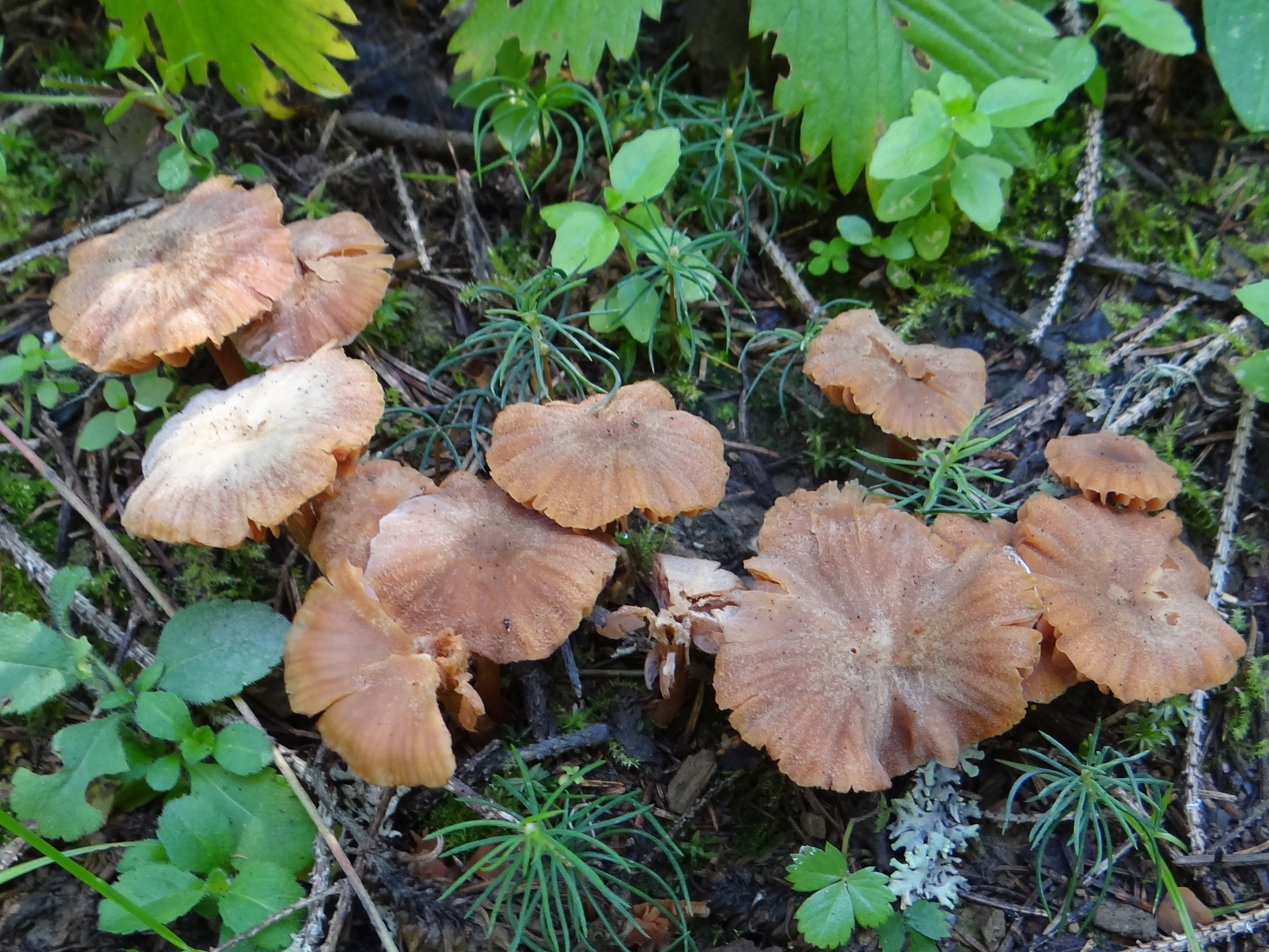
Starsze okazy

Lakówka pospolita (Laccaria laccata (Scop.) Cooke) – gatunek grzybów z rodziny piestróweczkowatych (Hydnangiaceae).

## Systematyka i nazewnictwo
Pozycja w klasyfikacji według Index Fungorum: Laccaria, Hydnangiaceae, Agaricales, Agaricomycetidae, Agaricomycetes, Agaricomycotina, Basidiomycota, Fungi.
Po raz pierwszy takson ten zdiagnozował w roku 1772 Scopoli nadając mu nazwę Agaricus laccatus. Obecną, uznaną przez Index Fungorum nazwę nadał mu w roku 1884 Cooke, przenosząc go do rodzaju Laccria. Ma około 90 synonimów nazwy naukowej:
Nazwę polską nadali Barbara Gumińska i Władysław Wojewoda w 1968. W polskim piśmiennictwie mykologicznym gatunek ten opisywany był też jako bedłka mączasta, bedłka fioletowa, serojeszkówka fioletowa, serojeszkówka fiołkowa, lejkówka fioletowa.

## Morfologia
Kapelusz
Średnicy 1–5 cm, za młodu wypukły z podwiniętym brzegiem, później płaski, na koniec wklęsły i faliście powyginany. Kolor pomarańczowy, rdzawobrązowy, cielistoróżowy lub różowy, czasami, ale rzadko pomarańczowoochrowy lub oliwkowoochrowy. Jest higrofaniczny; w stanie wilgotnym jest przeświecająco żłobkowany, w stanie suchy żłobkowanie jest niewidoczne.
Blaszki
Rzadko rozstawione, szeroko przyrośnięte, barwy łososiowej lub brązowoczerwonawej. Czasami zbiegające przy trzonie.
Trzon
Wysokość 2–8 cm, cylindryczny, smukły, często skręcony, podłużnie nieco włóknisty, u podstawy porośnięty białą grzybnią. Barwa taka sama, jak kapelusza.
Miąższ
W kapeluszu bladoczerwonawy, w trzonie silniejszy, bardziej różowy. Smak i zapach niewyraźny.
Wysyp zarodników
Biały. Zarodniki okrągłe do szerokoeliptycznych, o rozmiarach 7-10 µm, z kolcami długości do 2 µm. Podstawki 4-zarodnikowe.
Gatunki podobne
- lakówka okazała (Laccaria proxima). Ma większy owocnik, o blaszkach zazwyczaj różowych,
- lakówka dwubarwna (Laccaria bicolor) mająca podstawę trzonu z fioletową grzybnią[7].
- zasłonak purpurowoblaszkowy (Cortinarius semisanguineus), który ma gęsto ustawione blaszki i rdzawobrązowy wysyp zarodników. Trujący[7].

## Występowanie i siedlisko
Jest szeroko rozprzestrzeniony w Ameryce Północnej, Azji i Europie, występuje także w Afryce Północnej i w Australii. W Polsce jest szeroko rozprzestrzeniony i bardzo pospolity.
Grzyb mykoryzowy. Rośnie w różnego typu lasach, także na ich obrzeżach i w parkach. Wchodzi w mikoryzę z drzewami, między innymi sosnowatymi, bukowatymi i brzozowatymi, często masowo występuje w szkółkach leśnych. Czasami rośnie również poza lasami, w trawach, nawet w miejscach bezdrzewnych. owocniki wytwarza od czerwca do listopada.

## Znaczenie
Grzyb jadalny. Nadaje się do zup i sosów, ale tylko kapelusze. Trzony ze względu na łykowatość nie nadają się do spożycia. Kapelusze są jednak małe, z tego też względu użytkowa wartość tego grzyba jest niewielka.